# Kouilou (rzeka)
Kouilou (środkowy odcinek rzeki znany jako Niari) – rzeka w południowej części Konga, uchodząca do Oceanu Atlantyckiego. Wypływa na wyżynie Batéké na północny zachód od stolicy kraju Brazzaville. W dorzeczu rzeki znajdują się bogate złoża miedzi, ołowiu i cynku. Znajduje się tu wiele rolniczych stacji badawczych oraz gospodarstw doświadczalnych. Żyzna dolina Niari odgrywa istotną rolę w gospodarce kraju.